# Eustrotia virescens
Eustrotia virescens är en fjärilsart som beskrevs av Saalmüller 1891. Eustrotia virescens ingår i släktet Eustrotia och familjen nattflyn. Inga underarter finns listade i Catalogue of Life.